# Lodhikheda
Lodhikheda là một thị xã và là một nagar panchayat của quận Chhindwara thuộc bang Madhya Pradesh, Ấn Độ.

## Địa lý
Lodhikheda có vị trí 21°35′B 78°50′Đ / 21,58°B 78,83°Đ Nó có độ cao trung bình là 410 mét (1345 feet).

## Nhân khẩu
Theo điều tra dân số năm 2001 của Ấn Độ, Lodhikheda có dân số 9302 người. Phái nam chiếm 51% tổng số dân và phái nữ chiếm 49%. Lodhikheda có tỷ lệ 69% biết đọc biết viết, cao hơn tỷ lệ trung bình toàn quốc là 59,5%: tỷ lệ cho phái nam là 77%, và tỷ lệ cho phái nữ là 61%. Tại Lodhikheda, 15% dân số nhỏ hơn 6 tuổi.